# Prečiščevanje vode
Čiščenje vode je postopek odstranitve nečistoč iz vode, ki vsebuje vrsto postopkov, da se lahko odstranijo iz vode:
• Suspenzije in emulzije: snovi, ki povzročajo motnost (mikroorganizmi, plankton);
• Koloidno rešitev: koloidne, in viskozne snovi, ki vplivajo na sposobnost oksidacije in barvo vode;
• Molekularna topila: topna v vodi, plinih in organskih snovi, ki vplivajo na vonj in okus vode;
• Ionske raztopine: soli, kislin in baz, ki vplivajo na trdoto in alkalnost vode.
Vode lahko vključujejo čiščenje pitne vode, krme, vode za elektrarne, hlajenje in gašenje požara z vodo za industrijske obrate, vode, zdravstvene in druge vrste uporabe vode za domače zahteve, komunalne odpadne vode, industrijske odpadne vode, ali posebnih odpadnih voda. Čiščenje vode (ali več vode) lahko razdelimo v tri glavne skupine, in sicer:
• Mehanska obdelava (sedimentacija, filtracija, reverzna osmoza),
• Kemična obdelava (dezinfekcija, flokulacija) in
• Biološka obdelava (obsevanje z vodo, blato organskih dodatkov, blato pesek, blato in uporaba).

## Čiščenje odpadnih voda
Razvoj naselij in povečanje stanja prebivalstva v večji meri vplivajo na standarde, onesnažujejo okolja, in med najhujše oblike onesnaževanja vključuje ravno človekov vpliv na okolje. Poraba pitne vode za različne namene, vpliva na povečanje količin odpadne vode. Takšen trend povečevanja onesnaževanja vode bistveno ogroža človekovo okolje. Pitna voda je vse bolj onesnažena odpadna voda. Več kot 30% pitne vode v Angliji "uporabi" voda, pitna voda, ki jo deleža tega v Parizu "ponovno uporabo", vode je več kot 50%; Porurje (Nemčija) uporablja pitno vodo, ki obsega približno 40% očiščene odpadne vode. Zahteve glede kakovosti odpadne vode so strogi, zato je zelo pomembna tudi tehnološka obdelava tehnologijo.
Drenažni sistem reagira zelo občutljivo, če je preveč maščob. Žal ne morete vedno preprečiti maščobam in olju, da prodrejo v odpadno vodo v odtok. Maščobe so sestavljene iz topnih in trdnih snovi. Trdne snovi se odlagajo na stenah cevi in povzročajo blokade. Ampak to še ni vse. V sistemu maščob in olj se spreminja zaradi kemičnih reakcij in bioloških v maščobne kisline vonja. Te kisline so zelo agresivne in povzročajo korozijo. Obstajajo primeri, v katerih maščobna kislina poškoduje lite cevi drugače odporne proti koroziji. Še hujše posledice v nastanejo v čistilnih napravah. Obstajajo maščobe in olja,ki se deponirajo na aktivno blato in se s tem prepreči potrebno izmenjavo kisika. Biološko čiščenje odpadne vode je postalo nemogoče. V skladu s temi stališči je logično, da  maščob in olja, ne sme biti v preveč velikih količinah, ki prehajajo v kanalizacijo. Občinski predpisi odplak v glavnem določa, da na liter odpadne vode ne sme voditi v kanalizacijski mreži več kot 250 mg olja in maščob. Predpogoj za to je, da se hiša ne preusmeri na pomivalno korito metanje smeti čisto maščobo iz loncev in ponev. Če so uporabniki disciplinirano in držijo z njim, če v stanovanjskih stavbah, ni potrebe po drugih ukrepih.
Drugače je videti v trgovini in industriji, kjer je odvajanje odpadnih voda, ki vsebujejo olje in maščobe. Uporaba DIN EN 12 056, DIN EN 752 in DIN 1986-100 predpisujejo občinski predpisi o odvajanju. V skladu z DIN 1986-100 so ta podjetja dolžna izvajati drenažo skozi napravo za ločevanje masti z DIN 4040-1 in DIN V 4040-2. Na ta način se iz kuhinjskih umivalnikov restavracije, hoteli, počivališčih (na avtocesti) in gostinskih biti opremljeni z napravami za ločevanje maščobe, neodvisno od števila obrokov hrane, ki jo pripravljajo na dan.

### Grobo in fino mehansko čiščenje odpadne vode
Odpadne vode tečejo na čistilno napravo prek dotočnih kanalov z grobimi mehanskimi rešetkami, kjer smo odstranili večje količine trdnih odpadkov. [4]

### Floatacija (metoda odplavljanja)
Flotacija je veljala pred poravnavo in biološke obdelave za odstranitev predhodno vstavljene maščob zraka in olja z delom drobnih lebdečih plavin, ki jih je težko nabirati.

### Blato pesek
Blato pesek uporablja za odstranjevanje peska in organskih snovi v odpadni vodi, ki ne bi oviral delovanja črpalne naprave in oprema v procesu nadaljnje rafiniranje.

### Mulja organski dodatki
Ti tanki za odstranjevanje organskih snovi. Retencijski čas odpadne vode odvisna od padavin, in po navadi je 1,5 - 2 uri. V deževnem vremenu pa je najmanj 30 minut. Odlaganje je mogoče pospešiti prejšnji strjevanje.

### Biološko čiščenje odpadne vode
Predvidena biološki del sestavljen bazene za nitrifikacijo in denitrifikacijo. Osrednji armiranega betona jeklenk tlačne van bazeni za plinovode, ki vodijo Equalised in fina mehansko prečiščene odpadne vode in povratnega aktivnega blata. V tem bazenu zelo hitro ugotovi, anoksičnih stanje. Blata bakterije, odgovorne za denitrifikacije začne waste prisotnega kisika v nitratov surove vode egaliziranoj waste in blata, v katerem je dušik odstranjen v plinastem stanju, in povečano mešanje vsebine v valju razpliniti v atmosferi, ki se izvaja na denitrifikacijo in dušikovih spojin. Vse našteto poteka z aerobnimi mikroorganizmov (aktivnega blata) z umetno prinaša potrebni kisik po panogah prezračevanje s sodobnimi prezra ~ evalniki membrane. Potrebno količino kisika je uvedla piha stisnjen zrak proizvajajo puhala nahaja v kompresorski postaji. Končno ločevanje prečiščene odpadne vode in blata poteka v preostalem blatu v kolobarju, ki vzpostavlja predvsem horizontalni smeri toka žlebove Arm izobilju na zunanjem robu blata.

### Predelava in uporaba blata
V gostila odvečno blato težo zgosti. Zgosti blato iz dna gostila redno načrpati neposredno v centrifugi. Da bi povečali učinek dehidracije pri vnosu Brana zgušćenog blata v centrifugi se injicira z ustrezno raztopino flokul črpalko odmerjanja z ločeno posodo s pripravljeno raztopino flokulant. Posušeno blato se odvaja od centrifuge opreme za končno obdelavo blata z apnom in apno na ta način še naprej stabilizira in stiffens in kot take odpadke. Odklonilno ločeno karterjem z vodo centrifuge ter sredstva za zgoščevanje donosov prek izravnalnega bazena za ponovno biološke obdelave.

## Industrijska čistilna

### Zdravljenje napajalne vode v elektrarnah
Naravna voda vsebuje različne snovi, ki jih je treba odstraniti, preden s pomočjo energije iz elektrarn in drugih elektrarn. Vrsta in vsebina teh snovi (nečistote) je odvisna predvsem od izvora vode: reka, jezero, pomlad. Voda je lahko v obliki snovi: trdne snovi (neraztopljena), raztopljene trdne snovi, raztopljeni plini. Glavni motor težave, ki nastanejo zaradi neustrezne kakovosti vode, ki izhajajo iz naslednjih:
• usedline (depozit) v cevi uparjalnika,
• korozija cevi,
• Delcev odstranjevanje vode iz bobna kotličkom, skupaj s parom bobnov količine vode delcev v njih raztopljene soli in neraztopljenega, ki se odlaga v ozadju znotraj  superheaters parne cevi in vhodnih delov (šobe in lopatice) turbin.
Glavni postopki za obdelavo (priprava) napajalne filtriranje, ionska izmenjava (demineralizacija) in odplinjivanje.

### Filter
Filtriranje je prva faza da se iz vode odstranijo (neraztopljena) snovi. Voda je po filtraciji predmet drugih postopkov obdelave v skladu s pogoji poslovanja z uparjalniki.

### Ionskoizmenjalne (demineralizacija)
Minerali, raztopljeni v vodi, se sestavi električno nabitih delcev - ionov. Na primer, kalcijev karbonat je sestavljen iz pozitivno nabitih ionov (kationi) kalcija in negativno nabitih ionov (anioni) bikarbonata. Nekateri naravni in sintetični materiali so stvari, za odstranitev mineralnih ionov iz vode, njihovo nadomestitev z drugimi ioni.

### Odplinjevanje
Odplinjevanje voda je postopek  toplotne obdelave napajalne vode, kar je glavni cilj  je, da se odstranijo raztopljeni kisik in tako preprečijo korozijo.To se naredi tako da se v odplinjevalniku, kjer se voda segreva v neposrednem stiku s paro, v katerem se potem zmanjša topnost kisika v vodi, iz katerega je tako razpliniti.